# Nuoto ai campionati mondiali di nuoto 2017 - 50 metri rana femminili
La gara di nuoto dei 50 metri rana femminili dei campionati mondiali di nuoto 2017 è stata disputata il 29 luglio e il 30 luglio presso la Duna Aréna di Budapest. Vi hanno preso parte 53 atlete provenienti da 48 nazioni.
La competizione è stata vinta dalla nuotatrice statunitense Lilly King, mentre l'argento e il bronzo sono andati rispettivamente alla russa Julija Efimova e all'altra statunitense Katie Meili.

## Medaglie
| Posizione | Atleta         | Nazionalità |
| --------- | -------------- | ----------- |
| Oro       | Lilly King     | Stati Uniti |
| Argento   | Julija Efimova | Russia      |
| Bronzo    | Katie Meili    | Stati Uniti |

## Programma
| Data           | Ora (UTC+2) | Turno      |
| -------------- | ----------- | ---------- |
| 29 luglio 2017 | 10:07       | Batterie   |
| 29 luglio 2017 | 17:56       | Semifinali |
| 30 luglio 2017 | 17:32       | Finale     |

## Record
Prima della manifestazione il record del mondo e il record dei campionati erano i seguenti.
| Record mondiale       | 29"48 | Rūta Meilutytė Lituania | 3 agosto 2013 Barcellona, Spagna |
| Record dei campionati | 29"48 | Rūta Meilutytė Lituania | 3 agosto 2013 Barcellona, Spagna |

Durante la competizione è stato battuto il seguente record:
| Data      | Evento | Atleta     | Nazione     | Tempo | Record                                  |
| --------- | ------ | ---------- | ----------- | ----- | --------------------------------------- |
| 30 luglio | Finale | Lilly King | Stati Uniti | 29"40 | Record mondiale · Record dei campionati |

## Risultati

### Batterie
| Posizione | Batteria | Corsia | Atleta                    | Nazionalità     | Tempo | Note |
| --------- | -------- | ------ | ------------------------- | --------------- | ----- | ---- |
| 1         | 6        | 4      | Lilly King                | Stati Uniti     | 29"76 | Q    |
| 2         | 5        | 4      | Julija Efimova            | Russia          | 29"99 | Q    |
| 3         | 5        | 3      | Arianna Castiglioni       | Italia          | 30"33 | Q    |
| 4         | 6        | 5      | Katie Meili               | Stati Uniti     | 30"37 | Q    |
| 5         | 4        | 5      | Jennie Johansson          | Svezia          | 30"40 | Q    |
| 6         | 4        | 4      | Rūta Meilutytė            | Lituania        | 30"58 | Q    |
| 7         | 5        | 6      | Jessica Hansen            | Australia       | 30"59 | Q    |
| 8         | 5        | 5      | Sarah Vasey               | Gran Bretagna   | 30"71 | Q    |
| 9         | 4        | 2      | Natalia Ivaneeva          | Russia          | 30"81 | Q    |
| 10        | 6        | 6      | Jenna Laukkanen           | Finlandia       | 30"82 | Q    |
| 11        | 4        | 6      | Hrafnhildur Lúthersdóttir | Islanda         | 30"88 | Q    |
| 12        | 6        | 7      | Veera Kivirinta           | Finlandia       | 30"89 | Q    |
| 13        | 4        | 3      | Martina Carraro           | Italia          | 30"92 | Q    |
| 14        | 6        | 3      | Satomi Suzuki             | Giappone        | 30"95 | Q    |
| 15        | 5        | 1      | Rachel Nicol              | Canada          | 31"02 | Q    |
| 16        | 4        | 1      | Suo Ran                   | Cina            | 31"22 | Q    |
| 17        | 6        | 8      | Rikke Møller Pedersen     | Danimarca       | 31"29 |      |
| 18        | 4        | 7      | Dominika Sztandera        | Polonia         | 31"31 |      |
| 19        | 6        | 2      | Mariya Liver              | Ucraina         | 31"33 |      |
| 20        | 5        | 2      | Sophie Hansson            | Svezia          | 31"44 |      |
| 21        | 5        | 7      | Macarena Ceballos         | Argentina       | 31"65 |      |
| 22        | 6        | 1      | Petra Chocová             | Rep. Ceca       | 31"69 |      |
| 23        | 4        | 8      | Amit Ivry                 | Israele         | 31"70 |      |
| 24        | 3        | 4      | Susann Bjørnsen           | Norvegia        | 31"75 |      |
| 25        | 6        | 0      | Kaylene Corbett           | Sudafrica       | 31"91 |      |
| 26        | 5        | 0      | Maria Romanjuk            | Estonia         | 31"92 |      |
| 27        | 4        | 0      | Anna Sztankovics          | Ungheria        | 31"94 |      |
| 28        | 5        | 8      | Andrea Podmaníková        | Slovacchia      | 32"04 |      |
| 29        | 4        | 9      | Mercedes Toledo           | Venezuela       | 32"24 |      |
| 30        | 6        | 9      | Dana Kolidzeja            | Lettonia        | 32"59 |      |
| 31        | 5        | 9      | Anandia Evato             | Indonesia       | 32"62 |      |
| 32        | 3        | 6      | Tilka Paljk               | Zambia          | 32"72 |      |
| 33        | 3        | 2      | Amy Micallef              | Malta           | 33"46 |      |
| 34        | 3        | 5      | Evita Leter               | Suriname        | 33"77 |      |
| 35        | 3        | 3      | Dariya Talanova           | Kirghizistan    | 33"85 |      |
| 36        | 3        | 7      | Vanessa Rivas             | Rep. Dominicana | 34"40 |      |
| 37        | 3        | 8      | Oreoluwa Cherebin         | Grenada         | 34"88 |      |
| 38        | 3        | 1      | Meri Mumladze             | Georgia         | 34"91 |      |
| 39        | 1        | 4      | Jang Myong-gyong          | Corea del Nord  | 35"11 |      |
| 40        | 2        | 1      | Naomy Grand'Pierre        | Haiti           | 35"85 |      |
| 41        | 2        | 3      | Mahfuza Khatun            | Bangladesh      | 36"53 |      |
| 42        | 2        | 4      | Colleen Furgeson          | Isole Marshall  | 36"97 |      |
| 43        | 3        | 0      | Melisa Zhdrella           | Kosovo          | 37"06 |      |
| 44        | 2        | 7      | Angelika Ouedraogo        | Burkina Faso    | 37"89 |      |
| 45        | 1        | 7      | Karina Klimyk             | Tagikistan      | 38"47 |      |
| 46        | 2        | 2      | Elen Yesayan              | Armenia         | 38"67 |      |
| 47        | 1        | 6      | Sajina Aishath            | Maldive         | 39"74 |      |
| 48        | 2        | 0      | Siri Arun Budcharern      | Laos            | 40"57 |      |
| 49        | 2        | 6      | Laila Zangwio             | Ghana           | 42"03 |      |
| 50        | 1        | 1      | Roukaya Mahamane          | Niger           | 46"49 |      |
| 51        | 3        | 9      | Bunturabie Jalloh         | Sierra Leone    | 49"38 |      |
| 52        | 2        | 5      | Fatoumata Conde           | Guinea          | 53"04 |      |
| -         | 1        | 5      | Fatoumata Konate          | Mali            | -     | DNS  |
| -         | 1        | 2      | Fatou Diagne              | Senegal         | -     | DNS  |
| -         | 2        | 8      | Kokoe Ahyee               | Costa d'Avorio  | -     | DNS  |
| -         | 2        | 9      | Albertine Rwabukamba      | Ruanda          | -     | DSQ  |

### Semifinali
| Posizione | Semifinale | Corsia | Atleta                    | Nazionalità   | Tempo | Note  |
| --------- | ---------- | ------ | ------------------------- | ------------- | ----- | ----- |
| 1         | 2          | 4      | Lilly King                | Stati Uniti   | 29"60 | Q, AM |
| 2         | 1          | 4      | Julija Efimova            | Russia        | 29"73 | Q     |
| 3         | 1          | 5      | Katie Meili               | Stati Uniti   | 30"12 | Q     |
| 4         | 1          | 3      | Rūta Meilutytė            | Lituania      | 30"40 | Q     |
| 5         | 2          | 3      | Jennie Johansson          | Svezia        | 30"41 | Q     |
| 6         | 1          | 6      | Sarah Vasey               | Gran Bretagna | 30"46 | Q     |
| 7         | 2          | 5      | Arianna Castiglioni       | Italia        | 30"46 | Q     |
| 8         | 2          | 8      | Rachel Nicol              | Canada        | 30"49 | Q     |
| 9         | 2          | 6      | Jessica Hansen            | Australia     | 30"67 |       |
| 10        | 2          | 7      | Hrafnhildur Lúthersdóttir | Islanda       | 30"71 |       |
| 11        | 2          | 2      | Natalia Ivaneeva          | Russia        | 30"82 |       |
| 12        | 1          | 2      | Jenna Laukkanen           | Finlandia     | 30"92 |       |
| 13        | 1          | 1      | Satomi Suzuki             | Giappone      | 30"95 |       |
| 14        | 1          | 7      | Veera Kivirinta           | Finlandia     | 30"98 |       |
| 15        | 1          | 8      | Suo Ran                   | Cina          | 31"14 |       |
| 16        | 2          | 1      | Martina Carraro           | Italia        | 31"16 |       |

### Finale
| Posizione | Corsia | Atleta              | Nazionalità   | Tempo | Note |
| --------- | ------ | ------------------- | ------------- | ----- | ---- |
|           | 4      | Lilly King          | Stati Uniti   | 29"40 | RM   |
|           | 5      | Julija Efimova      | Russia        | 29"57 |      |
|           | 3      | Katie Meili         | Stati Uniti   | 29"99 |      |
| 4         | 6      | Rūta Meilutytė      | Lituania      | 30"20 |      |
| 5         | 2      | Jennie Johansson    | Svezia        | 30"31 |      |
| 6         | 7      | Sarah Vasey         | Gran Bretagna | 30"62 |      |
| 7         | 1      | Arianna Castiglioni | Italia        | 30"74 |      |
| 8         | 8      | Rachel Nicol        | Canada        | 30"80 |      |